# Julien Béziat
Julien Béziat, né le 15 mai 1978, est un artiste français, illustrateur, auteur de littérature jeunesse, et enseignant-chercheur en arts plastiques.

## Biographie
Julien Béziat est Docteur en arts plastiques de l'Université Bordeaux-Montaigne en 2009. L'objet de sa thèse est remanié et publié en 2014 sous le titre  La Carte à l’œuvre : cartographie, imaginaire, création. Il est ensuite enseignant-chercheur dans la même Université,,. En septembre 2020, sa faculté inaugure trois nouveaux masters, dont le master Illustration (création et recherche), qu'il supervise.
Il écrit et illustre ses albums jeunesse, et est édité aux éditions Pastel L'École des loisirs dès son premier album, en 2011, Mäko. L'ouvrage obtient la « Pépite du Premier Album » au Salon du livre et de la presse jeunesse. 
Le Bain de Berk est récompensé par le Prix des libraires du Québec Jeunesse,, catégorie Hors Québec, en 2018.
Il continue les aventures de Berk le canard avec La Nuit de Berk en 2016, L'Œil de Berk, en 2020, et La Boîte à Berk en 2023.
En 2018, il explique que son travail créatif naît « Toujours des images, ou plutôt des histoires à travers des images. Je commence aussi très souvent à partir de lieux particuliers. » Quant à ses techniques de travail, il explique : « Dans mes albums, les techniques changent, car elles sont au service de l’atmosphère souhaitée, des sensations à provoquer. Le choix définitif des outils graphiques se fait ainsi assez tard, une fois que le découpage est clairement en place. Certains de mes livres ont ainsi été réalisés à l’encre, à la peinture acrylique et au crayon de couleur, avec des techniques numériques ou mixtes. »

## Œuvres
Albums jeunesse
- Mäko[12], Julien Béziat, Pastel, L'École des loisirs, 2011
- Le mange-doudous[13], Julien Béziat, Pastel, 2013
- Alors, ça roule ?[14], Julien Béziat, Pastel, 2015
- Série Berk, Julien Béziat, Pastel / L'école des loisirs

1. Le Bain de Berk[7], 2016
2. La Nuit de Berk[9], 2018
3. L'Œil de Berk[10], 2020
4. La Boîte à Berk, 2023

Autre
- La Carte à l’œuvre : cartographie, imaginaire, création, Julien Béziat ; préface de Gilles A. Tiberghien, Presses universitaires de Bordeaux, 2014

## Prix et distinctions
- 2011 : « Pépite du Premier Album »[6] au Salon du livre et de la presse jeunesse pour Mäko
- 2013 : Prix Landerneau Album jeunesse[3], pour Le Mange-doudous
- 2015 : Prix Livrentête[15] pour Le Mange-doudous
- 2018 :  Prix des libraires du Québec Jeunesse[8],[4], catégorie Hors Québec, pour Le Bain de Berk